# 커트 바일
커트 바일(Kurt Vile, 1980년 1월 3일 ~ )은 미국의 싱어송라이터이다.